# Ustad Ali Maryam

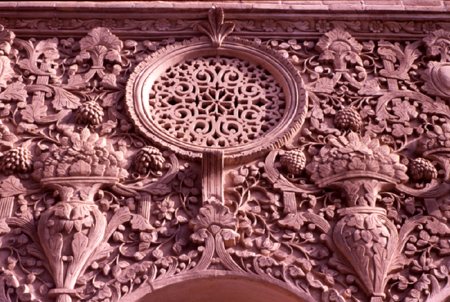
Stuckarbeiten, Borudjerdiha-Haus

Ustad Ali Maryam (auch Ostād Ali Maryam; * in Kaschan; † nach 1863) war ein iranischer Architekt des 19. Jahrhunderts. Berühmt wurde er durch Entwürfe in der Stadt Kaschan. Vor allem drei Gebäude erlangten größere Bekanntheit: das Tabatabayi-Bürgerhaus (1840er Jahre), das Borudscherdi-Bürgerhaus (1857) und den Tīmcheh Amin-o-Dowleh Basar (1863), von denen die ersten beiden seit 1974 als Museum besichtigt werden können.
Bereits als Zehnjähriger soll der spätere Ostād Ali Maryam interessiert den Bau der Āghā-Bozorg Moschee in Kaschan verfolgt haben, bis er von dessen Architekt als Lehrling aufgenommen wurde. Hier lernte er, das ihm zur Verfügung stehende Baumaterial – einfache Erde – bestmöglich zu nutzen. Später entwickelte er einen für Kaschan des 19. Jahrhunderts typischen Baustil, der traditionelle Elemente wie Stuckarbeiten mit einbezog.

## Borujerdi-Bürgerhaus

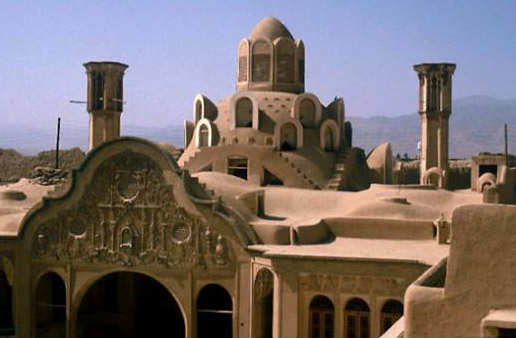
Dach des Borudjerdiha-Hauses

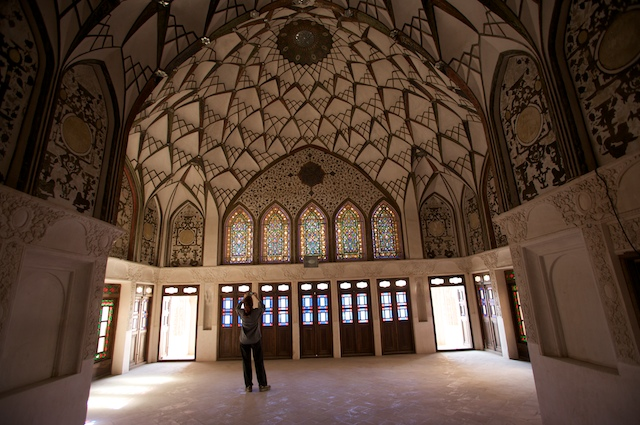
Tabatabayi-Haus

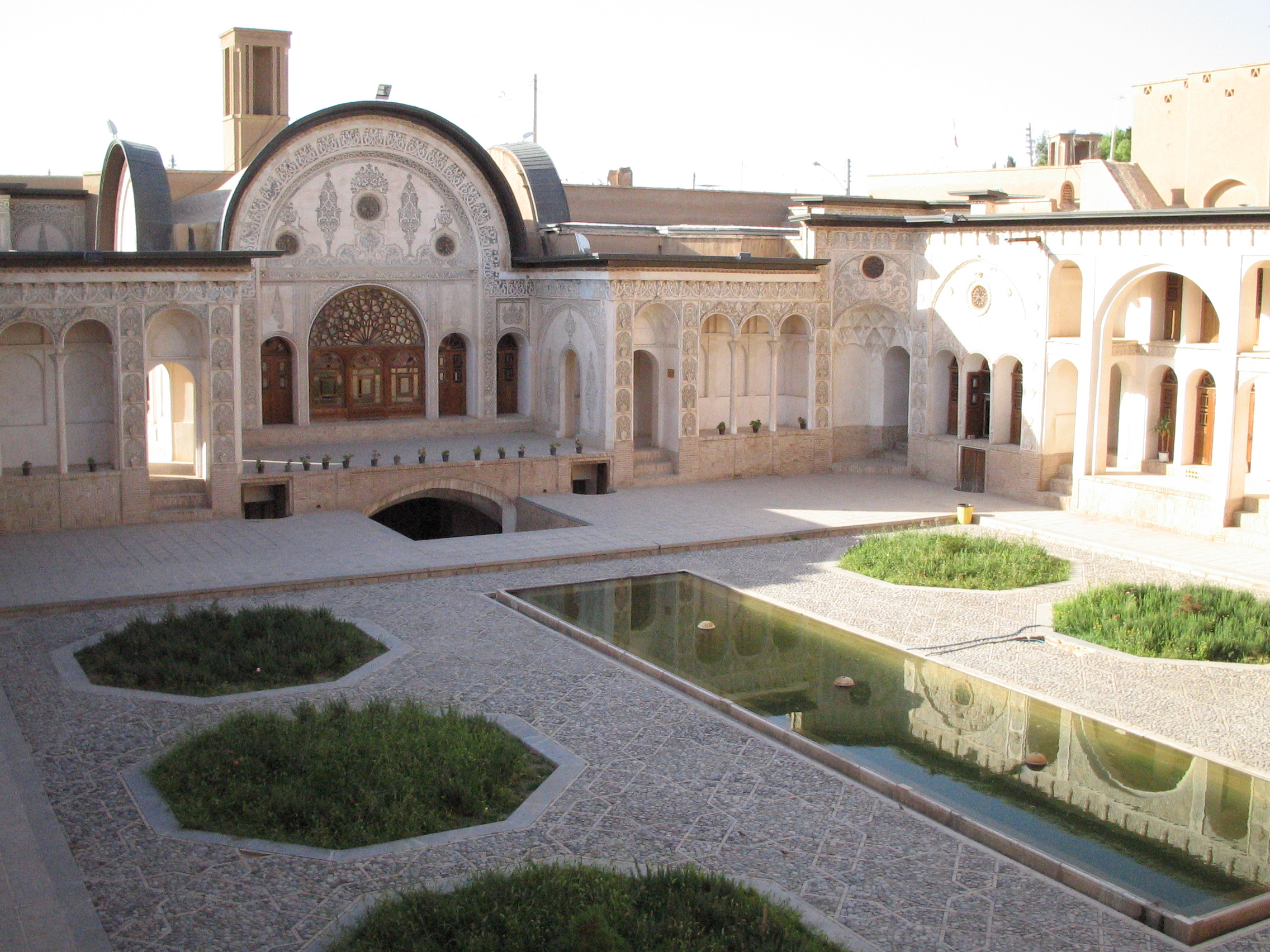
Tabatabayi-Haus

Das Borujerdi-Bürgerhaus ist von Haji Seyyed Hassan Natanzi (genannt Borujerdi), einem reichen Teppichhändler, für seine Braut in Auftrag gegeben und von 150 Handwerkern erbaut worden. Die Innengestaltung wurde von Künstlern des Hofes wie Sani ol-Molk oder Kamāl-ol Molk vorgenommen, die den Eingangsbereich mit Wandmalereien der Kadscharenkönige schmückten. Den „Tālār“ (Saal) am südlichen Ende des Hauses bedecken Rasmi-bandi- und Yazdi-bandi- Kuppelelemente mit unterschiedlichen Lichtöffnungen. Windtürme mit einer Höhe von insgesamt 40 Metern sorgen für die Kühlung der Räume im Kellergeschoss. Der Bau des Bürgerhauses dauerte insgesamt 18 Jahre.

## Tabatabayi-Bürgerhaus
Das Tabatabayi-Haus ist ein weiteres Kaschaner Bürgerhaus mit seinen typischen Elementen. Der Außenteil besteht aus vier Innenhöfen. Zahlreiche Wandmalereien und kunstvolle Buntglasfenster zieren die Innenräume. Der den Männern vorbehaltene Außenteil trägt die Bezeichnung Biruni und der den Frauen zugedachte Innenteil die Bezeichnung Andaruni.

## Tīmcheh-Amin-o-Dowleh
Der im Kaschaner Bazar gelegene Tīmcheh-Amin-o-Dowleh zeichnet sich vor allem durch
aufwändige Muqarnas aus. Die Öffnungen in der Kuppel regulieren den Lichteinfall und sorgen für die Durchlüftung der Innenräume. Der Kuppelbau wurde von einem wohlhabenden Kaschaner Bürger mit starken Beziehungen zum Königshaus der Kadscharen in Auftrag gegeben.